# 釵

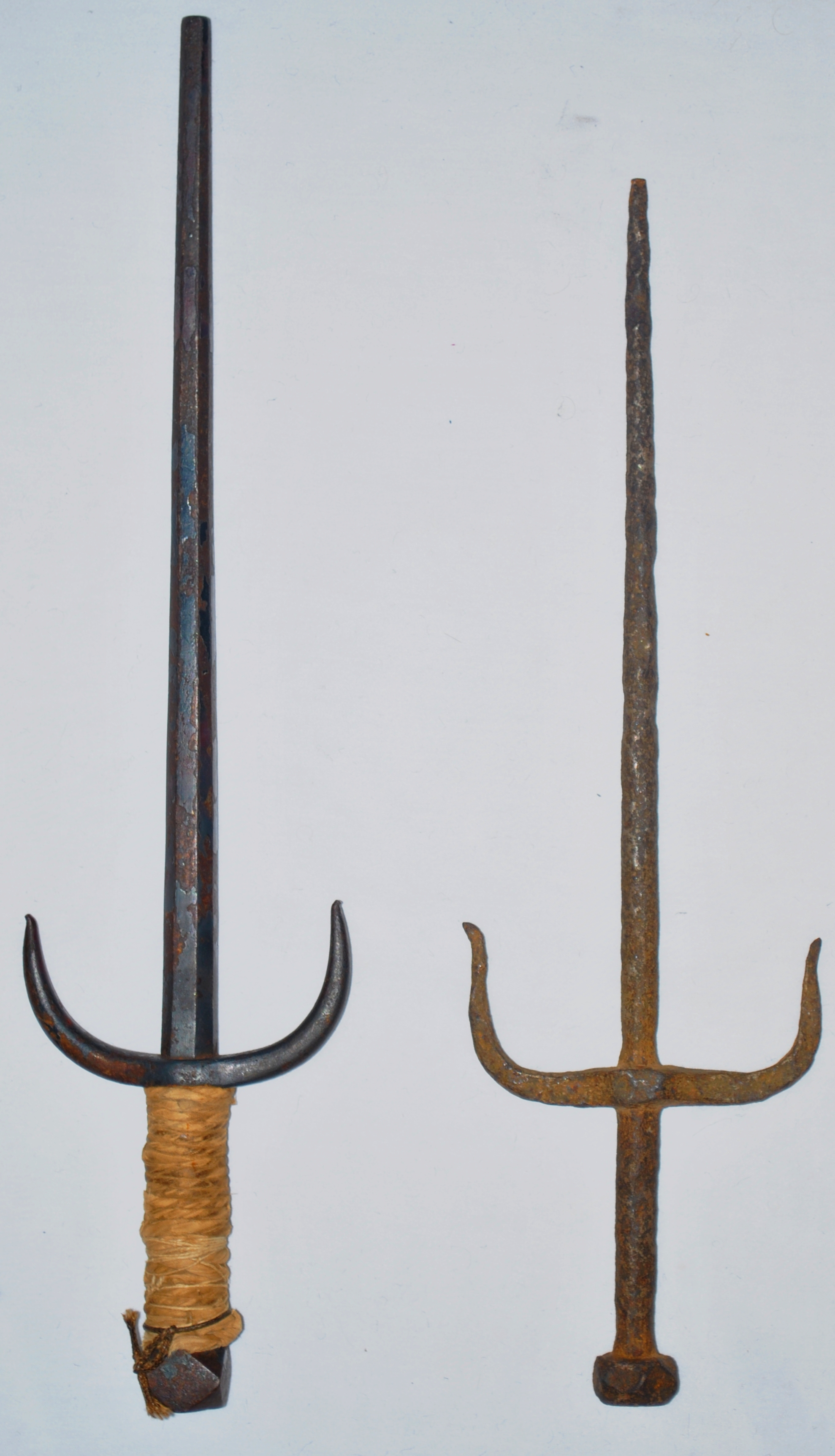
釵

釵（さい）は、琉球古武術で使用される武器の1つである。釵という漢字は本来「かんざし」の意味で、形がかんざしに似ているので釵と表記されるようになったと言われている。

## 概要
沖縄に到着する前は、インド、タイ、中国、ベトナム、マレーシア、インドネシアなど他のアジア諸国ですでに使用されていた。釵は、琉球王国時代には大筑（ウフチク、警察署長）や筑佐事（チクサジ、刑事）などが携帯し、犯人逮捕や群衆の誘導に使われたとされる。打つ、突く、受ける、引っかける、投げる等の技法によって用いられる。
釵の起源は明らかではないが、中国に筆架叉（ひっかさ）と呼ばれる似た武器があるので、これが琉球に伝えられ釵になったと推測する説もある。中国の筆架叉は、南方の農民の護身用具として用いられた。
琉球古武術では、釵は基本的に2本1組で使用され、左右の手にそれぞれ持って扱う。十手のような形をしたものが多いが、中には卍形のまんじ釵と呼ばれるものもある。見た目からよく十手と見誤られる事がある。

## 型
釵の型には、津堅志多伯の釵、浜比嘉の釵、北谷屋良の釵、慈元の釵、多和田の釵、浜御殿屋可阿の釵、端多小の釵、湖城の釵、大筑の釵などがあり、沖縄の正統の系譜にある空手・古武術道場各所、また琉球古武術保存振興会、琉球古武道保存会など、保存の文字を掲げる組織に保存されているらしい。一説によると「釵で有名な金城大筑の教えは喜納昌盛へ伝わりその後は今も一子相伝により密かに沖縄の町道場で伝えられている」と言われている。「戦前の沖縄県の警官には釵術を体得した者も存在した」と言われる。

## 海外での評価
西洋ではあまり類を見ない形状ゆえか、釵はアメリカン・コミックスをはじめとする海外のフィクションにおいて人気の高い武器である。釵を使うキャラクターとしては『デアデビル』のエレクトラや『ティーンエイジ・ミュータント・ニンジャ・タートルズ』のラファエロなどがよく知られている。マーベル・コミックの代表的なヒーローのデッドプールは多数の武器を使いこなすが、その中には釵も含まれている。デッドプールはダイアモンドセレクト社とトイビズ社からそれぞれフィギュアが発売されているが、いずれにも釵が付属している。『マトリックス・リローデッド』でも主人公が使う武器として登場した。
ただし前述のラファエロが典型的だが、“釵は忍者の武器”と誤解されていることも多い。たとえばレゴ社の忍者をモチーフとしたブロック玩具シリーズ『レゴ ニンジャゴー』では、ブロック玩具およびそれを元にしたアニメーション作品のいずれにも「忍者の使う武器」として登場しているように、釵は海外のフィクションにおいて日本刀や手裏剣に並ぶ忍者の象徴として扱われる傾向がある。